# Literatura (folyóirat, 1974–)
Literatura a Magyar Tudományos Akadémia Irodalomtörténeti Intézetének irodalomelméleti folyóirata 1974 óta. Periodicitás: negyedévente. ISSN 0133-2368

## Szerkesztők, tartalom
Az 1974-ben indított Literatura első szerkesztője Sőtér István volt, 1985-től Bodnár György, 1990-től Pomogáts Béla. 1981-től felelős szerkesztő Béládi Miklós, 1986-tól Pomogáts Béla, 1990-től Kulcsár Szabó Ernő. Az orgánum célja a nemzetközi irodalomkutatás vezető irányzataival való együtt-haladás. A szerkesztőkön kívül már az 1970-es években is jeles munkatársak publikáltak a lapban, Hankiss Elemér, Németh G. Béla, Szegedy-Maszák Mihály, Tverdota György stb.